# Heinz Robert Martin
Heinz Robert Martin (* 1949) ist ein deutscher Gitarrist, der in mehreren Progressive–Rock- und Psychedelic-Rock-Bands wirkte. Größere Bekanntheit erlangte er in den 1980er Jahren mit seinem Solo-Projekt „Profil“.

## Leben

### The Sonny Boys bis Kalacakra
Heinz Robert Martin wurde im Jahr 1949 geboren und verbrachte die ersten Jahre seines Lebens in Bergisch Gladbach. Mit neun Jahren zog die Familie 1957 nach Duisburg–Ruhrort, wo Martins Tante Olga Gehring mehrere Tanzlokale betrieb. Der Vater starb bereits 1958 und die Mutter arbeitete in den Betrieben der Schwester mit. Die Familie lebte oberhalb des Lokals „Tante Olga“ und Martin wuchs mit den hier gastierenden Bands, darunter das Trio „Prophecy“ – später „Nektar“ – oder den „Tielman Brothers“, auf.
Im Jahr 1959 gründete Heinz Martin zusammen mit Rainer Saam, Klaus Hamm und Wilfried Manig die Band „The Sonny Boys“. Zunächst trat die Band vor allem während der Karnevalssession auf. 1965 begann Martin eine Lehre als Glas- und Gebäudereiniger. Nach einer kurzen Bandpause gründeten Klaus Hamm und Rainer Saam die Band „Bellow Three“. Mit der Band trat Martin im Vorprogramm von „Dave Dee, Dozy, Beaky, Mick & Tich“, „The Tremeloes“ und „The Move“ auf. 1969 endete die Zeit mit „Bellow Three“ und Martin wurde Gitarrist bei der norwegischen Band „Beatniks“, später „Titanic“. Mit der Band und der Single „Sultana“ gelang Martin 1971 ein Charterfolg.
Im gleichen Jahr gründete Heinz Martin zusammen mit Monti Meerstein, Ralf Macke und Bill Brown die Band „Boredom“, mit der Progressive-Rock-Songs entstanden. In dieser Zeit trat Martin erstmals auch mit „Bröselmaschine“ auf. 1972 gründete Martin außerdem die Band „Kalacakra“, die ein Psychedelic-Rock Album herausbrachte. 1975 probte Martin gemeinsam mit dem amerikanischen Straßenmusiker Moondog. Ende der 1970er Jahre lebte Martin auf Ibiza und betrieb eine Disco am Ruhrorter Friedrichsplatz.

### Profil und Revolution d’amour
Den größten kommerziellen Erfolg hatte Heinz Robert Martin mit seinem Solo-Projekt „Profil“. In der Folge erhielt er einen Plattenvertrag bei EMI. Die Single „Ich liebe dich“ landet auf Platz 73 der Charts. Weitere Lieder der mit Gastmusikern auftretenden Formation wurden auf Samplern der Neuen-Deutschen-Welle aufgenommen. 1984 endete der Vertrag mit EMI. Anschließend war Martin einige Jahre auf den Kanaren als Clubmusiker tätig. 1990 folgte das Solo-Projekt „Revolution d’amour“. In den 1990er Jahren lebte Martin mit dem Musiker Willi Kissmer zusammen im Homberger Trajektturm. 2002 folgte das zweite Album der Band „Kalacakra“.
Im Jahr 2016 war Heinz Martin als Zeitzeuge in der Ausstellung „Rock & Pop im Pott“ vertreten, die im Ruhr Museum auf Zeche Zollverein stattfand. 2010 gründete er mit neuer Besetzung die „Sonny Boys“ wieder. Diese sind auf dem Ruhrorter Hafenfest regelmäßig vertreten.